# 布萊恩·李
布萊恩·李（1971年3月15日—） 是一位韓裔美國企業家，他與其他人共同創立了Legalzoom、ShoeDazzle和美國誠實公司。

## 教育和職業生涯
布萊恩·李曾是世達律師事務所的律師，也是德勤的前經理。布萊恩·李畢業於阿納海姆的Servite高中，並獲得學士學位。他在加州大學洛杉磯分校取得經濟/商業學士學位，並且取得了加州大學洛杉磯分校法學院的法學博士學位。
2001年3月，布萊恩·李與羅伯特·夏彼羅、Brian P. Y. Liu以及Edward R. Hartman合作創立並推出了在線法律技術和服務公司Legalzoom.com。
2009年5月，布萊恩·李與金·卡戴珊、Robert Shapiro和MJ Eng共同創立並推出了在線時尚訂閱服務公司ShoeDazzle.com。
布萊恩·李與潔西卡·艾巴、克里斯托爾．加里根（Christopher Gavigan）和西恩．蘭納（Sean Kane）共同創立了消費品公司美國誠實公司。
布萊恩·李自2017年起擔任風險投資公司BAM Ventures的管理合夥人。
2022年，布萊恩·李和德瑞克·基特共同創立了Arena Club，這一數字運動卡收集平台的成立，突顯了他們在數字化運動領域的創新和企業家精神。

## 外部連結
- Shoedazzle （页面存档备份，存于）
- 美國誠實公司 （页面存档备份，存于）